# آر. دبليو. بي. لويس
آر. دبليو. بي. لويس (بالإنجليزية: R. W. B. Lewis)‏ هو صحفي وكاتب أمريكي، ولد في 1 نوفمبر 1917 في شيكاغو في الولايات المتحدة، وتوفي في 13 يونيو 2002 في Bethany, Connecticut ‏ في الولايات المتحدة.